# Sydykbek Arena
Sydykbek Arena – stadion piłkarski w Aleksandrówce, w obwodzie akmolskim.
Stadion został nazwany na cześć Didara Sydykbeka, kazachskiego piłkarza i założyciela klubu SD Family Astana. Obiekt posiada 500 miejsc dla widzów. Na stadionie swoje mecze rozgrywa drużyna SD Family Astana, oraz jej rezerwy – SD Family Astana B.